# Thirayu Banhan
Thirayu Banhan (thailändisch ถิรายุ บรรหาร; * 19. Februar 1994), auch als R bekannt, ist ein thailändischer Fußballspieler.

## Karriere
2013 unterschrieb Thirayu Banhan einen Vertrag bei Ubon UMT United in Ubon Ratchathani. Wo er vorher unter Vertrag stand, ist unbekannt. 2015 wechselte er zum ebenfalls in Ubon Ratchathani beheimateten Ubon Ratchathani FC. Der Verein spielte in der dritten Liga, der Regional League Division 2, in der North/East-Region. 2018 unterschrieb er einen Vertrag beim Zweitligisten Khon Kaen FC in Khon Kaen. Nach einem Jahr wechselte er zum Erstligaaufsteiger PTT Rayong FC. Mit dem Club aus Rayong absolvierte er 18 Spiele in der ersten Liga. Nachdem PTT Rayong Ende 2019 bekannt gab, dass man ab 2020 nicht mehr in der Liga antreten wird, verließ er den Club. Der thailändische Meister Chiangrai United aus Chiangrai nahm ihn ab der Saison 2020 unter Vertrag. Zur Saison 2021/22 wurde er an den Ligakonkurrenten PT Prachuap FC ausgeliehen. Am 29. Mai 2022 stand er mit PT im Finale des Thai League Cup. Hier unterlag man im BG Stadium Buriram United mit 4:0. Für den Verein aus Prachuap stand er 27-mal in der ersten Liga auf dem Spielfeld. Nach der Ausleihe wurde er im Juni 2022 fest von Prachuap unter Vertrag genommen. Im Sommer 2023 wurde sein Vertrag bei dem Erstligisten nicht verlängert. Von Anfang Juni 2023 bis Anfang Januar 2024 war er vertrags- und vereinslos. Im Januar 2024 verpflichtete ihn der Zweitligist Chanthaburi FC. Nach elf Ligaspielen wurde sein Vertrag bei dem Verein aus Chanthaburi im Sommer 2024 nicht verlängert. Im Juli 2024 verpflichtete ihn der Erstligist Sukhothai FC. Nach zwei Einsätzen in der ersten Liga wechselte er nach der Hinrunde im Januar 2025 in die dritte Liga. Hier schloss er sich dem in der Central Region spielenden North Bangkok University FC an. Am Ende der Saison 2024/25 feierte er mit dem Verein die Meisterschaft der Region.

## Erfolge
Chiangrai United
- Thailändischer Supercup-Sieger: 2020
- Thailändischer Pokalsieger:  2020/21

PT Prachuap FC
- Thailändischer Ligapokalfinalist: 2021/22

North Bangkok University FC
- Thai League 3 – Central: 2024/25